# ÖBB X628

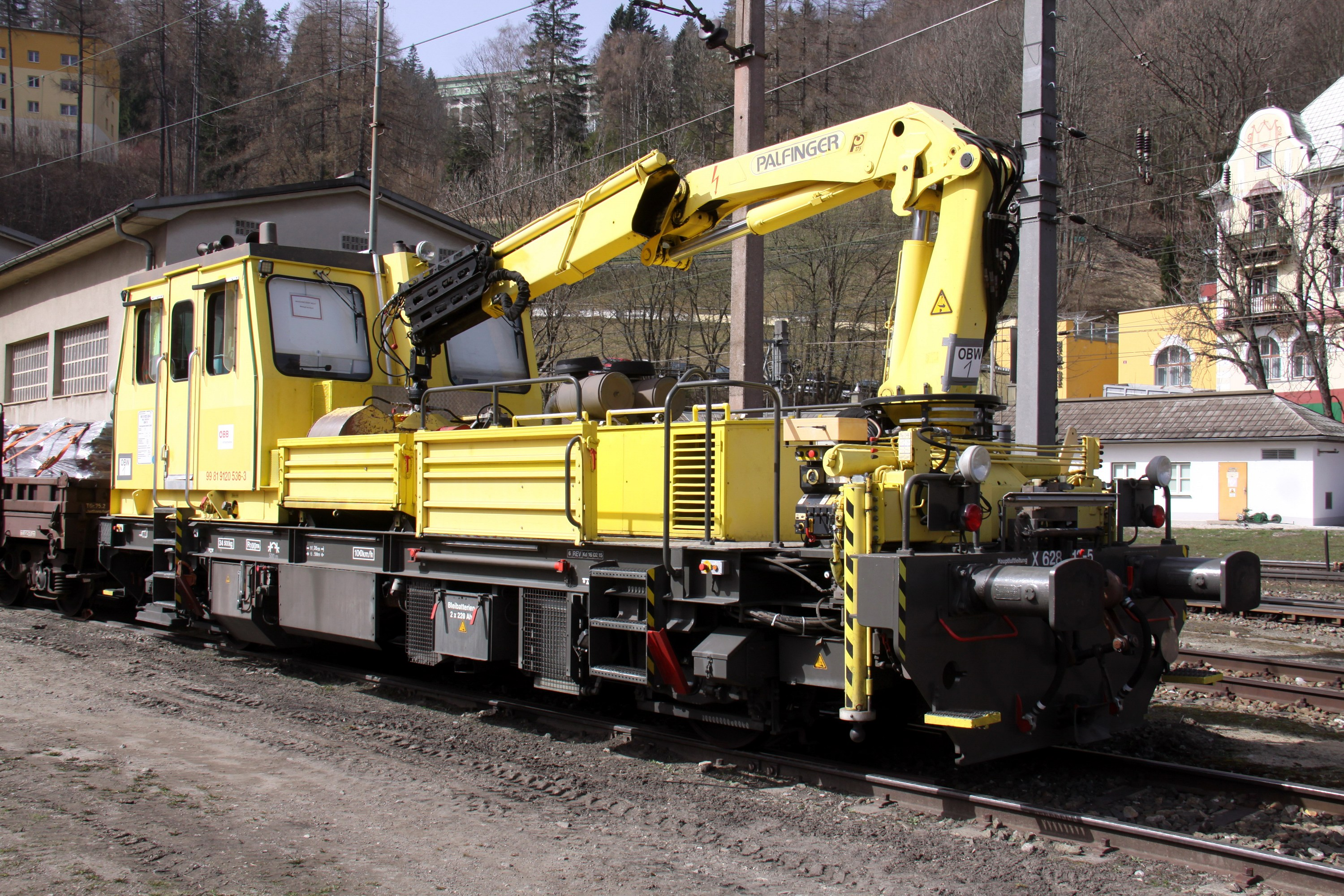
X 628.013-5 im Bahnhof Semmering

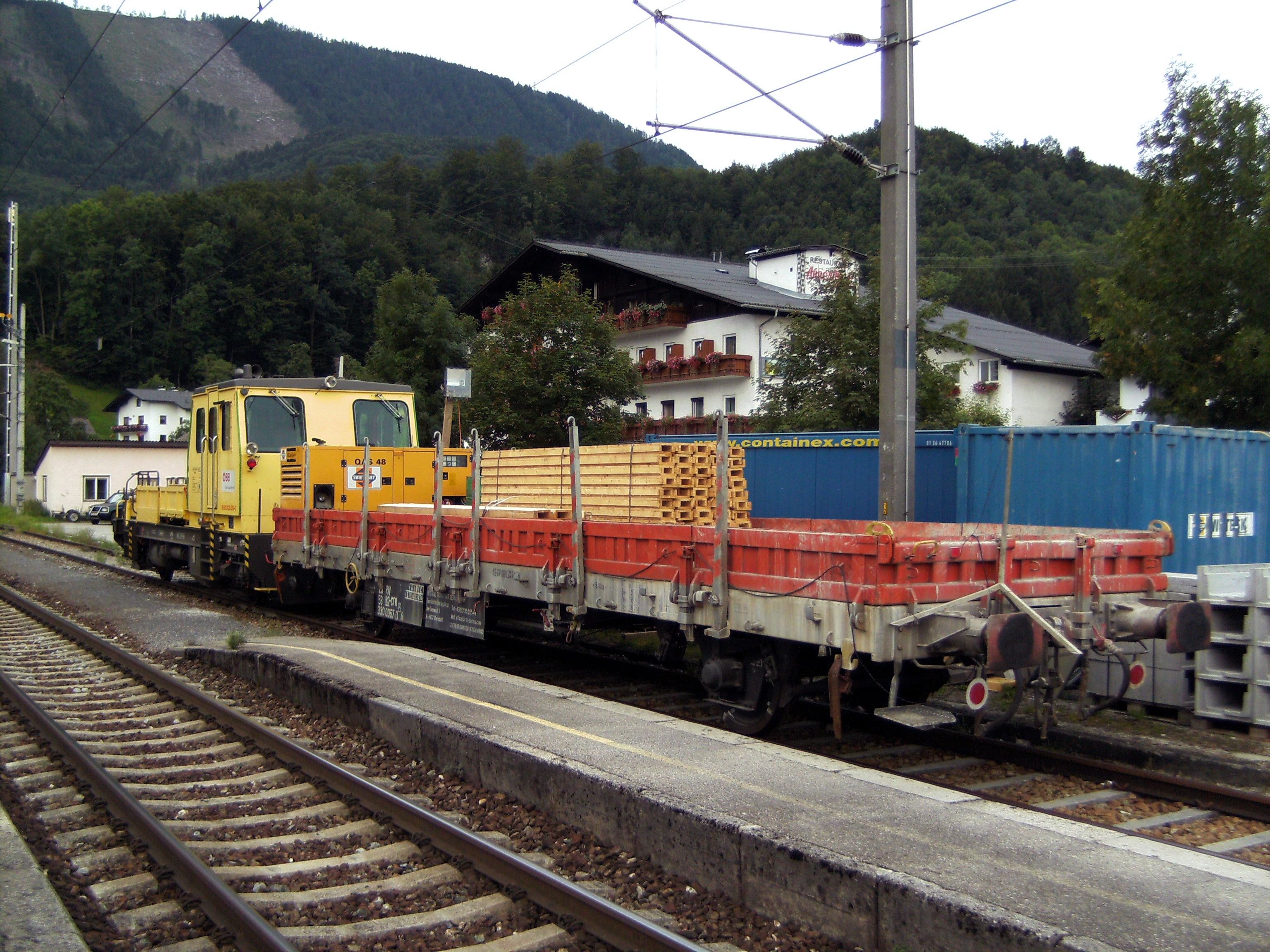
X628.010-1 mit angehängtem Waggon, abgestellt in Traunkirchen

Die Baureihe X628 stellt eine Bahndienstfahrzeug-Reihe der ÖBB dar, die aus Maschinen der OBW-10-Familie von Plasser & Theurer weiterentwickelt wurde.

## Geschichte
Die ÖBB haben versucht, ihre Oberbauwagen der Bauart OBW-10 zu vereinheitlichen, denn bei Reparaturen kam es immer wieder zu teuren Ersatzteilbeschaffungen, weil fast jedes Fahrzeug aus anderen Baugruppen bestand. Deshalb erstellte die ÖBB ein Lastenheft mit den von den Vorgängerbaureihen entstandenen Erfahrungen. Die gewünschte Vereinheitlichung konnte allerdings nicht erreicht werden.

## Konstruktion
Der mechanische Teil entspricht im Großen und Ganzen jenem der Vorgängerbaureihe ÖBB X627, allerdings kam es zu kleineren Anordnungsänderungen. Auf der Ladefläche ist ein hydraulischer Ladekran angebracht. Die Antriebsanlage ist neben diesem Kran angeordnet. Die Kastenabstützung entspricht weitgehend der Baureihe X627. Die Fahrzeuge sind in einem auffälligen gelb lackiert, der Rahmen ist in schwarz gehalten.

## Technische Merkmale
Die Fahrzeuge der Baureihe X628 verfügen über einen 12 Zylinder-Dieselmotor mit einer Dauerleistung von 268 kW. Für den Fahrbetrieb steht ein Viergang-Lastschaltgetriebe zur Verfügung. Ein Kriechgang wird durch einen Hydrostatikantrieb ermöglicht. Die Kraftübertragung vom Motor auf die Achsen erfolgt über Gelenkwellen. Die Fahrzeuge der Reihe X628 verfügen sowohl über eine direkte, als auch über eine indirekte Druckluftbremse. Ab X627.007 besitzen die Fahrzeuge eine erhöhte Dauerleistung. Im Jahre 2004 wurde bei allen Fahrzeugen eine Indusi nachgerüstet.

## Einsatz
Die ÖBB X628 gehören dem Geschäftsbereich Fahrweg der ÖBB und sind auf größere Bauhöfe verteilt. Der Einsatz erfolgt landesweit.